# 八氟立方烷
八氟立方烷是一种有机化合物，化学式为C
8F
8，它是立方烷分子上的氢原子全部被氟取代的产物。它是挥发性固体，在2022年被合成出来之前只有理论研究。它可由立方烷羧酸酯为原料经氟化得到。X射线衍射表明分子中的C-C键键长（1.570 Å）和母体立方烷（1.572 Å）的一致。
它特殊的电子结构有着理论研究，如它容易被还原为阴离子C8F8−而被检测出来，其电子位于立方结构的内部。